# Julia Zabłocka
Julia Zabłocka, właściwie Rosalia Julianna Zabłocka, (ur. 14 lutego 1931 w Zabrzu, zm. 26 marca 1993 w Poznaniu) – polska historyk starożytności, specjalizująca się w historii Starożytnego Bliskiego Wschodu, związana z Uniwersytetem im. Adama Mickiewicza w Poznaniu. Uczennica Tadeusza Zawadzkiego. Inicjatorka badań nad dziejami bliskowschodnimi na poznańskim uniwersytecie. 

## Życiorys

### Młodość
Wychowywała się w niezamożnej rodzinie robotniczej. W 1938 rozpoczęła naukę w szkole podstawowej, a po II wojnie światowej w szkole średniej. Edukację szkolną zakończyła w 1950.

### Działalność naukowa
W 1950]została skierowana na studia do Kazańskiego Uniwersytetu Państwowego. Studia w ZSRR ukończyła w 1955, po czym powróciła do Polski. Otrzymała wówczas zatrudnienie w Zakładzie Historii Starożytnej Uniwersytetu im. Adama Mickiewicza na etacie pracownika naukowo-dydaktycznego (od 1956 w Instytucie Historii Uniwersytetu im. Adama Mickiewicza w Poznaniu). W 1962 uzyskała doktorat na podstawie rozprawy o arystokracji Anatolii we wczesnym okresie rzymskim, a jej promotorem był profesor Tadeusz Zawadzki. Po uzyskaniu doktoratu skierowała swoje zainteresowania naukowe wyraźnie w stronę Starożytnego Bliskiego Wschodu. Zainicjowane wówczas badania nad tym okresem dziejów kontynuowała do końca kariery naukowej, co zaowocowało z czasem stworzeniem na UAM-ie samodzielnego, jednego z najprężniejszych w Polsce ośrodka badawczego w tym zakresie. W latach 1963–1965 odbyła stypendium w Instytucie Orientalistycznym w ówczesnym Leningradzie pod opieką naukową profesora Igora Diakonowa. Rozpoczęła wówczas studia nad dziejami społeczno gospodarczymi, która zaowocowały później kilkoma publikacjami z pracą Stosunki agrarne w państwie Sargonidów na czele. Na podstawie tej rozprawy w 1970 uzyskała habilitację. 
W tym samym roku brała udział w światowym kongresie asyriologicznym (Rencontre Assyriologique) w Monachium. Od tego czasu zaczęła też wygłaszać gościnne wykłady za granicą - słuchano jej w ośrodkach naukowych w Tybindze, Hanowerze, Zurychu, Moskwie i Leningradzie. Uzyskała też stanowisko docenta. Podjęła także pracę nad pierwszej w polskiej historiografii syntezie dziejów Starożytnego Bliskiego Wschodu, co zaowocowało publikacją w wydawnictwie Ossolineum pt. Historia Bliskiego Wschodu w starożytności (1982, wydanie uzupełnione w 1987). Uczestniczyła we wszystkich konferencjach z serii „Šulmu” (historyków starożytnego Bliskiego Wschodu z krajów socjalistycznych), kolejno w Budapeszcie, Lipsku oraz Pradze (1986) i była główną organizatorką jej ostatniej, czwartej edycji w Poznaniu (1989). W 1982 uzyskała tytuł profesorski z nominacji Rady Państwa, a od 1983 była profesorem nadzwyczajnym na UAM. W 1984 została kierownikiem Zakładu Historii Starożytnej UAM, które pełniła aż do zakończenia pracy zawodowej, finalizując dzieło budowy poznańskiego ośrodka badań nad starożytnym Wschodem, z nauką języka akadyjskiego i pisma klinowego. Ukoronowaniem tego procesu było jego usamodzielnienie się w odrębny zakład kilka lat po jej śmierci. W 1991 przeszła na emeryturę. Jej ostatnią publikacją była redakcja materiałów z konferencji Šulmu IV. Pracę musiał ukończyć jej uczeń i następca Stefan Zawadzki, gdyż Zabłocka zmarła nagle 26 marca 1993 w Poznaniu. 
Jej uczniami byli m.in.: prof. dr hab. Stefan Zawadzki, prof. UAM dr hab. Maria Musielak, prof. dr hab. Michał Musielak.

### Działalność organizacyjna
W latach 1973–1974 pełniła funkcję dyrektora szkoły letniej dla Polonii. Przez wiele lat zasiadała w komitecie badań historii starożytnej Polskiej Akademii Nauk. W okresie od 1984 do 1991 piastowała godność kierownika Zakładu Historii Starożytnej UAM. W latach 1986–1987 zasiadała w Senacie UAM z wyboru samodzielnych pracowników nauki, a w latach 1987–1990 była wicedyrektorem Instytutu Historii UAM.

### Działalność społeczno-polityczna
W latach 1955–1990 należała do PZPR (okresowo sekretarz POP na Wydziale Historycznym UAM), była także działaczką Zjednoczenia Patriotycznego „Grunwald”.

## Ciekawostki
W 1974 Ministerstwo Nauki wprowadziło nowy program studiów historycznych, którego osobliwością było wykładanie historii starożytnej dopiero na drugim roku (równolegle z nowożytną) i rozpoczęcie kursu historii od chronologicznie późniejszego okresu średniowiecza. Propozycję taką złożyła na naradzie resortowej Julia Zabłocka, jednak - jak stwierdziła później - w formie żartu. Pomysł jednak zdobył poparcie (zmianę argumentowano zbyt trudnym poziomem historii starożytnej dla nowych studentów) i był realizowany przez kilka następnych lat.

## Publikacje
- Podstawy gospodarcze anatolijskiej arystokracji w świetle inskrypcji fundacyjnych okresu wczesnego cesarstwa; Wydawnictwo Uniwersytetu im Adama Mickiewicza, Poznań 1968;
- Stosunki agrarne w państwie Sargonidów; Wydawnictwo Naukowe UAM, Poznań 1971;
- Historia starożytna: przewodnik metodyczny; UAM, Poznań 1975;
- Vademecum historyka starożytnej Grecji i Rzymu. T. 2; pod red. Ewy Wipszyckiej; oprac. Jerzy Kolendo, E. Wipszycka, Julia Zabłocka, PWN, Warszawa 1986, ISBN 83-01-05439-5 (t. 2);
- Historia Bliskiego Wschodu w starożytności : (od początków osadnictwa do podboju perskiego); Zakład Narodowy im. Ossolińskich, Wrocław 1982, ISBN 83-04-00710-X; wyd. II, Zakład Narodowy im. Ossolińskich, Wrocław 1987, ISBN 83-04-02183-8; wyd. rosyjskie: Moskwa 1989;
- Šulmu IV: everyday life in ancient Near East: papers presented at the International Conference, Poznań, 19-22 September, 1989; pod red. Julii Zabłockiej i Stefana Zawadzkiego, UAM, Poznań 1993, ISBN 8323205214.

## Publikacje o prof. Julii Zabłockiej
- Stefan Zawadzki, In memory of Julia Zabłocka, [w:] (red.) J. Zabłocka, S. Zawadzki, Šulmu IV. Everyday life in Ancient Near East. Papers Presented at the International Conference, Poznań 1993, s. 3-4.
- Dariusz Matelski, Julia Zabłocka (1931-1993). Wspomnienie, „Gazeta Wyborcza Poznań”, nr 33 (3941) z 8 lutego 2002, s. 9.
- Stefan Zawadzki, Wspomnienia pośmiertne o profesorach pracujących w Instytucie Historii UAM. Julia Zabłocka (1931-1993) [w:] (red.) Bohdan Lapis, Tomasz Schramm, Rafał Witkowski, Ryszard Wryk, Instytut Historii Uniwersytetu im. Adama Mickiewicza w Poznaniu. 1956-2006, Poznań 2006, s. 132-133.